# Grossbeeren
Grossbeeren (tysk stavning: Großbeeren) är en ort och kommun (Gemeinde) strax söder om Berlin, belägen i länet Teltow-Fläming i det tyska förbundslandet Brandenburg.  Grossbeeren är historiskt känt genom Slaget vid Grossbeeren 1813 under Napoleonkrigen, och ortens centrala landmärke är ett utsiktstorn rest till minne av slaget. Idag har orten ett viktigt logistikcentrum för transporter till och från Berlins storstadsregion.

## Geografi
Grossbeeren ligger ca 20 km söder om centrala Berlin och omkring 6 km utanför Berlins stadsgräns. Orten utgör en del av Storstadsregion Berlin/Brandenburg. Landskapet präglas av jordbruk och genomkorsas av flera större infartsvägar.

### Administrativ indelning

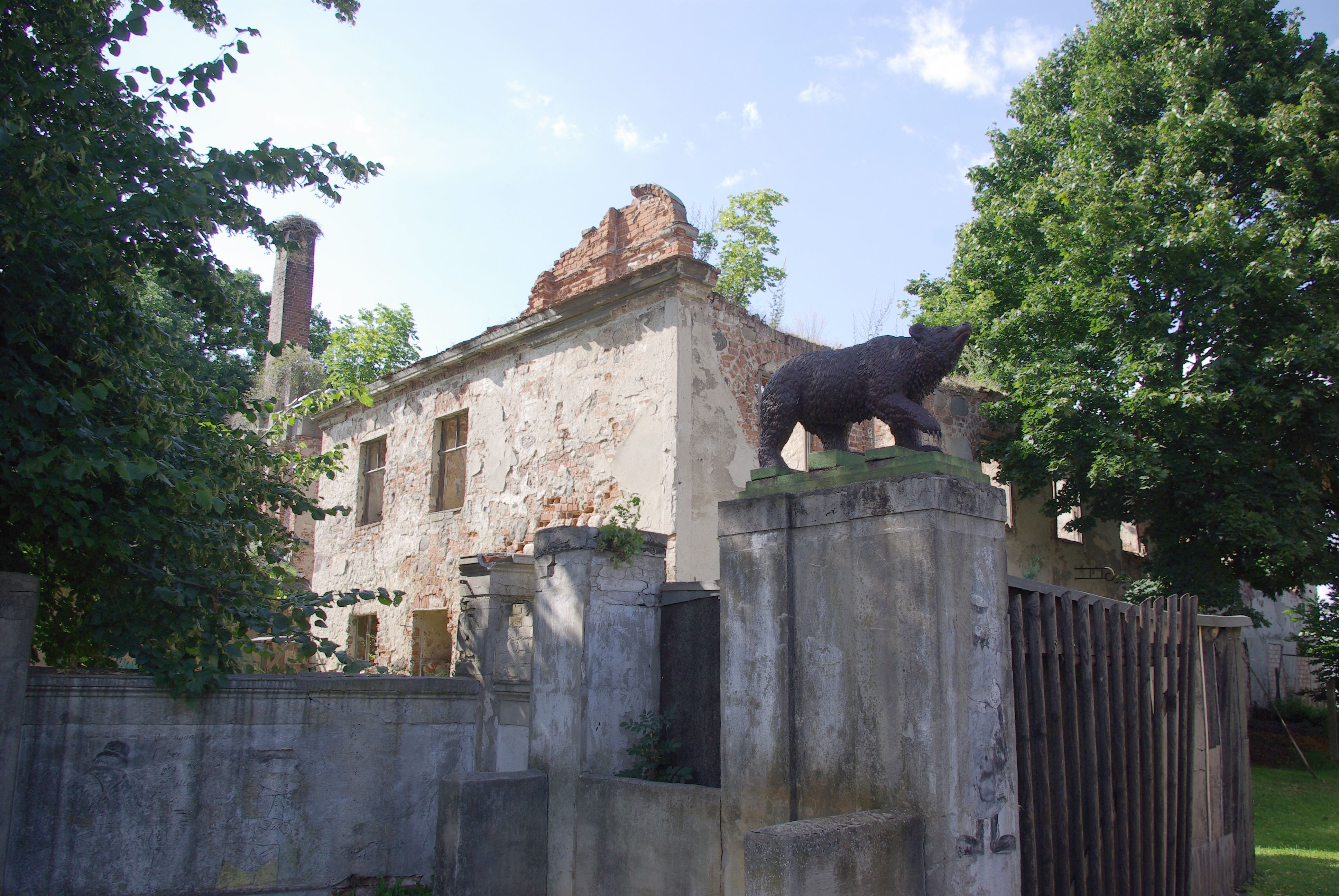
Ruin av en herrgårdsbyggnad i Kleinbeeren.

Grossbeerens kommun (Gemeinde Großbeeren) är sedan 2001 indelad i:
- Grossbeerens ortskärna

samt de mindre orterna:
- Diedersdorf
- Heinersdorf (tidigare kallad Osdorf) med Birkholz, Birkenhain och Friedrikenhof.
- Kleinbeeren

## Historia

### Byn Grossbeeren

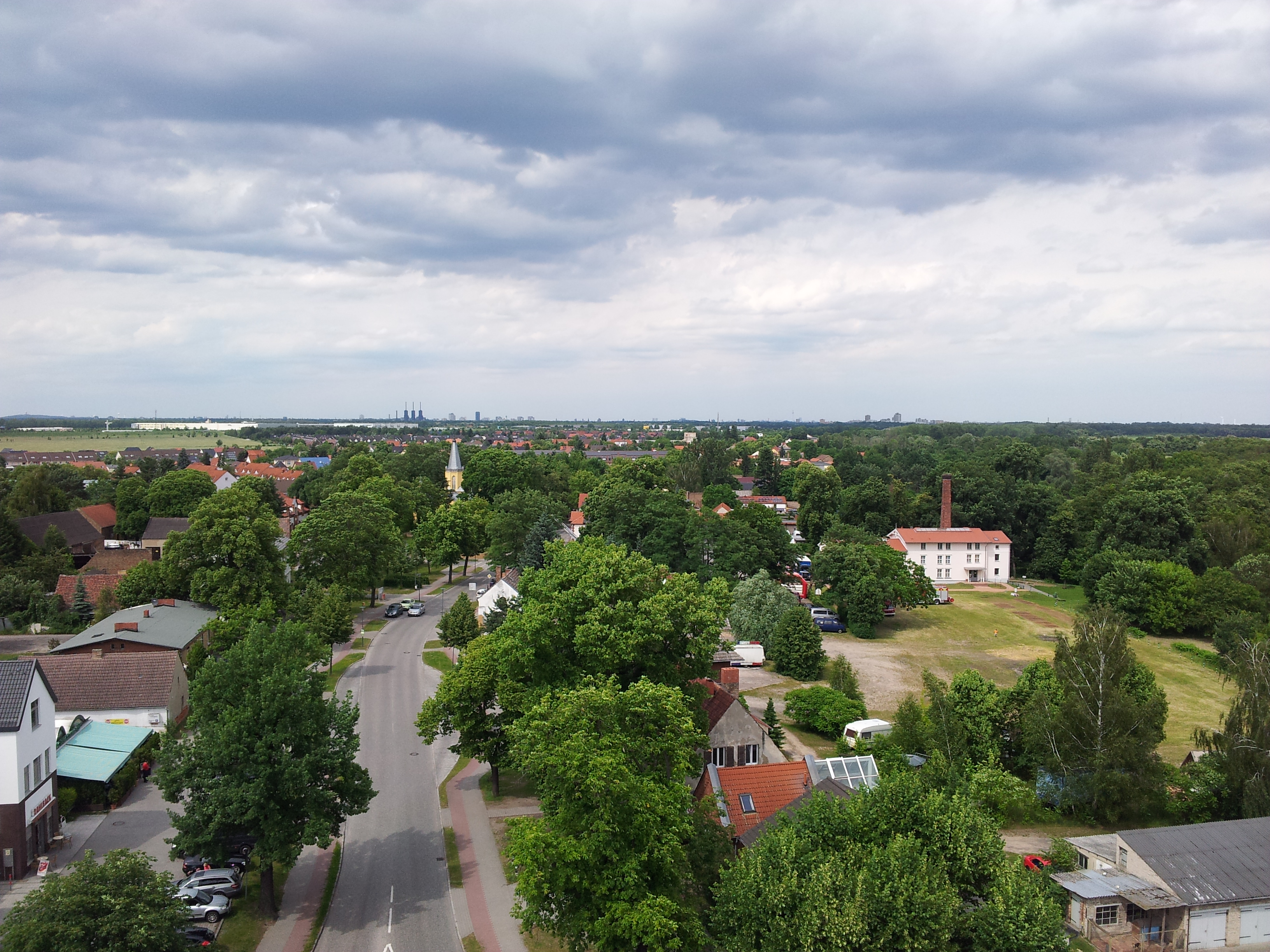
Utsikt norrut från minnestornet i riktning mot ortens centrum. I bakgrunden Berlin.

Namnen Grossbeeren och det närbelägna Kleinbeeren har anknytning till adelssläkten von Berne eller von Beeren, som var godsherrar i trakten från 1300-talet fram till början av 1800-talet. Orten ödelades flera gånger av krig, bland annat under trettioåriga kriget, och under sjuårskriget brändes år 1760 de flesta av byns hus och kyrkan ned.
Den 23 augusti 1813 utspelades Slaget vid Grossbeeren i och omkring orten.  Den preussiska fjärde armékåren under general Friedrich Wilhelm von Bülow, som del av den svenske kronprinsen Karl Johans preussisk-rysk-svenska armé, besegrade här den fransk-sachsiska armén under general Reynier och fältmarskalk Oudinot. Slaget innebar att de fransk-sachsiska trupperna hindrades från att ockupera Berlin. Till minne av slaget restes till hundraårsminnet år 1913 ett monument i form av ett högt utsiktstorn, mitt på ortens torg.

### Under Nazityskland och andra världskriget 1933–1945

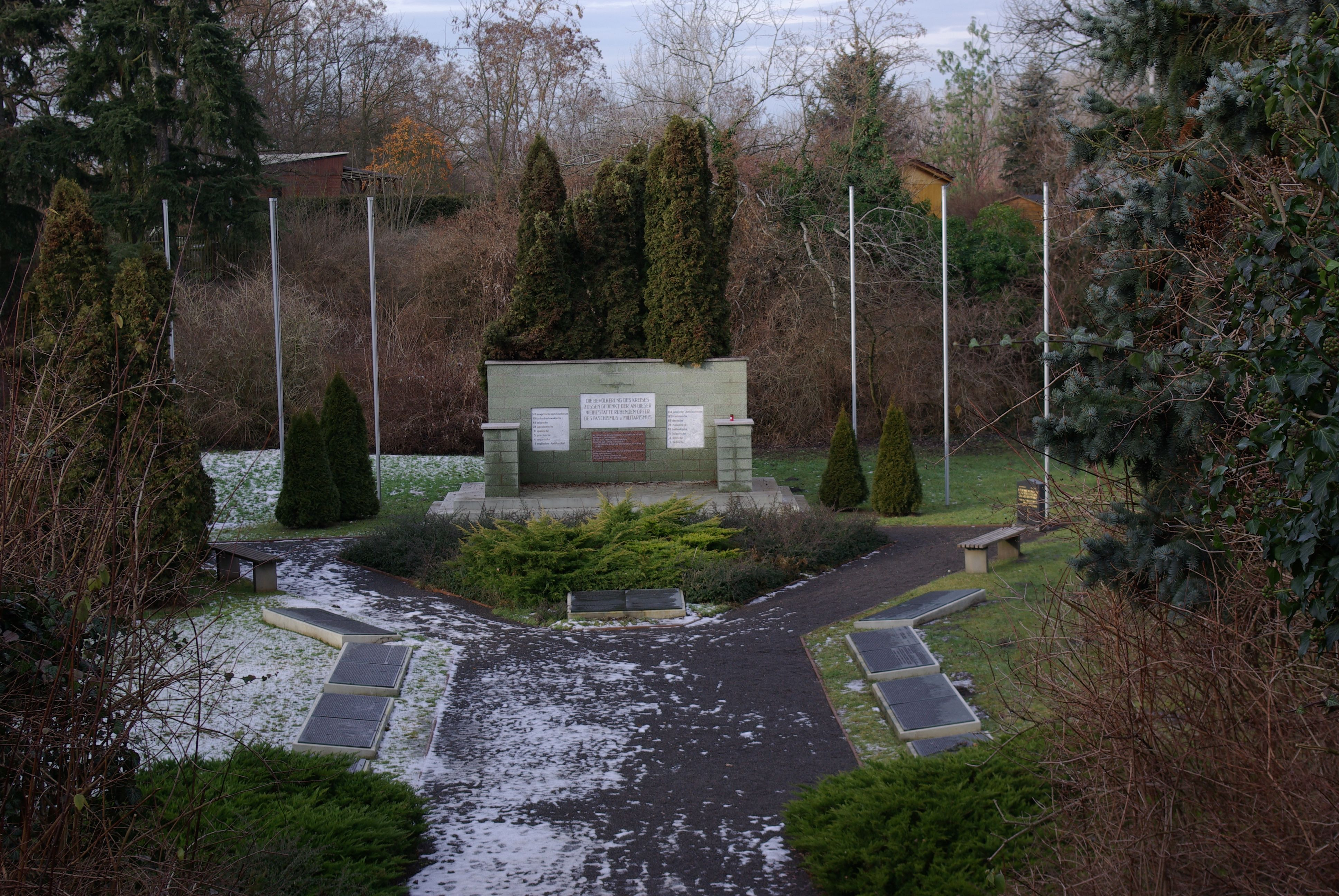
Minnesplats vid arbetslägret.

Under Nazityskland inrättade Gestapo 1942 ett arbetsläger i Grossbeeren, där motståndsmedlemmar och krigsfångar fängslades. Omkring 45 000 personer fängslades totalt här fram till 1945, varav minst 1197 dog till följd av våld eller de svåra förhållandena i lägret.

### Under sovjetisk ockupation och Östtyskland 1945–1990
Efter 1945 kom Grossbeeren att tillhöra den sovjetiska ockupationszonen i Tyskland och efter 1949, Östtyskland. Från 1952 till Tysklands återförening 1990 tillhörde orten Bezirk Potsdam i DDR.
Gränsområdet till Västberlin vid Osdorf, nuvarande Heinersdorf i Grossbeerens kommun, kom att hamna precis utanför Berlinmuren 1961. Godset Osdorf, som låg precis vid ingenmanslandet, revs, och invånarna tvångsförflyttades.

### Sedan Tysklands återförening 1990-
Sedan murens fall och Tysklands återförening 1990, då Grossbeeren blev del av det nybildade förbundslandet Brandenburg, har orten under kort tid gått från att vara en lantlig ort i Berlins periferi, med stagnerande befolkningstal, till en snabbt växande villaförstad. Ortens invånarantal har mer än fördubblats till följd av stor nybyggnation av bostäder i kommunen, från drygt 3000 år 1990 till omkring 7600 år 2011. Som en följd av den kraftiga befolkningsökningen i området upplöstes kommunalförbundet Amt Ludwigsfelde-Land 2001, och sedan dess är Grossbeeren en amtsfri, självadministrerande kommun inom Landkreis Teltow-Fläming.

## Kultur och sevärdheter
Orten arrangerar årligen en segerfest och ett historiskt återskapande till minne av slaget vid Grossbeeren, med extra festligheter i samband med 200-årsminnet 2013.
Flera cykelleder går genom orten och sammanbinder Berlin med den omkringliggande landsbygden, bland annat den tidigare patrullvägen genom ingenmanslandet utefter Berlinmuren, Berliner Mauerweg.

### Kulturminnesmärkta byggnader
- Grossbeerens kyrka, ritad i nygotik av Karl Friedrich Schinkel och uppförd 1818–1820.
- Segermonumentet över slaget vid Grossbeeren 1813, uppfört som ett torn mitt i orten till 100-årsjubileet 1913. På ortens kyrkogård finns även ett minnesmärke i form av ett järnkors över stupade soldater. I utkanten av orten finns ett pyramidformat monument tillägnat den segrande preussiske generalen von Bülow, rest av staden Berlin 1906.
- Diedersdorfs bykyrka, med de äldsta delarna från 1200-talet.
- Diedersdorfs slott från 1700-talet, idag hotell och restaurang.
- Kleinbeerens kyrka, delvis från 1300-talet, återuppbyggd efter skador under trettioåriga kriget.
- Godset Kleinbeeren, uppfört under 1600-talet, idag en kulturminnesmärkt ruin.

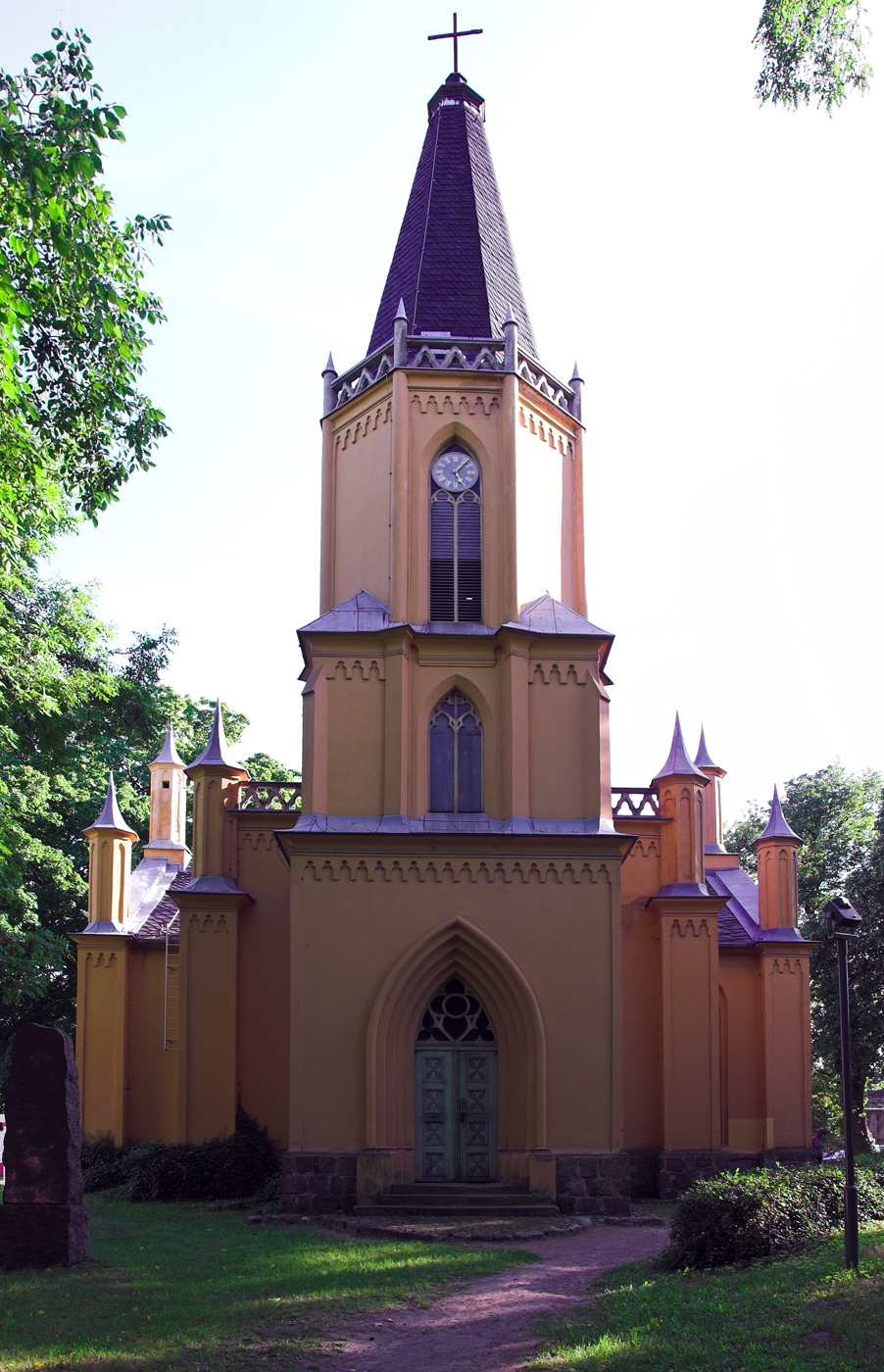
Grossbeerens kyrka
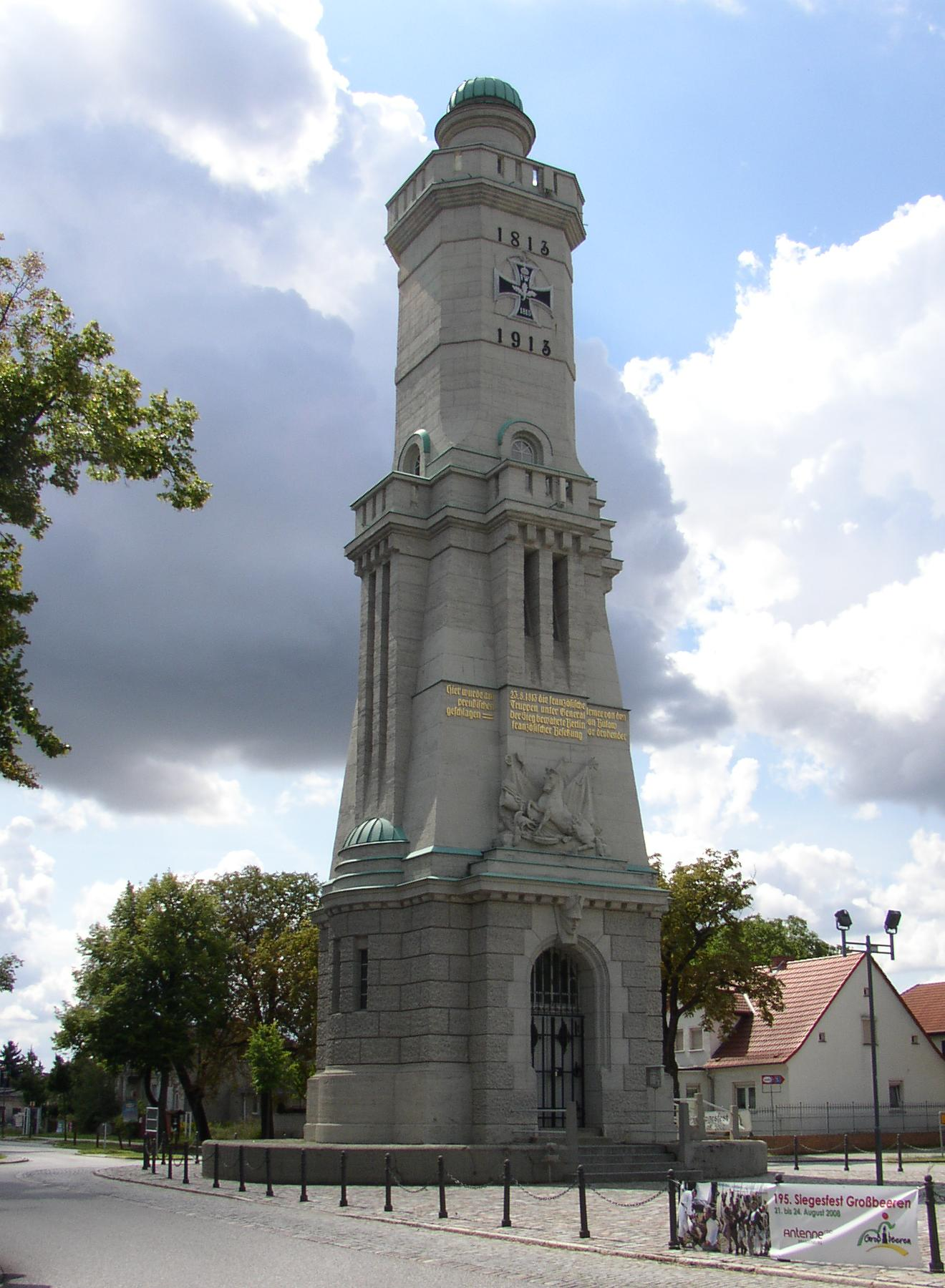
Segermonumentet över slaget vid Grossbeeren
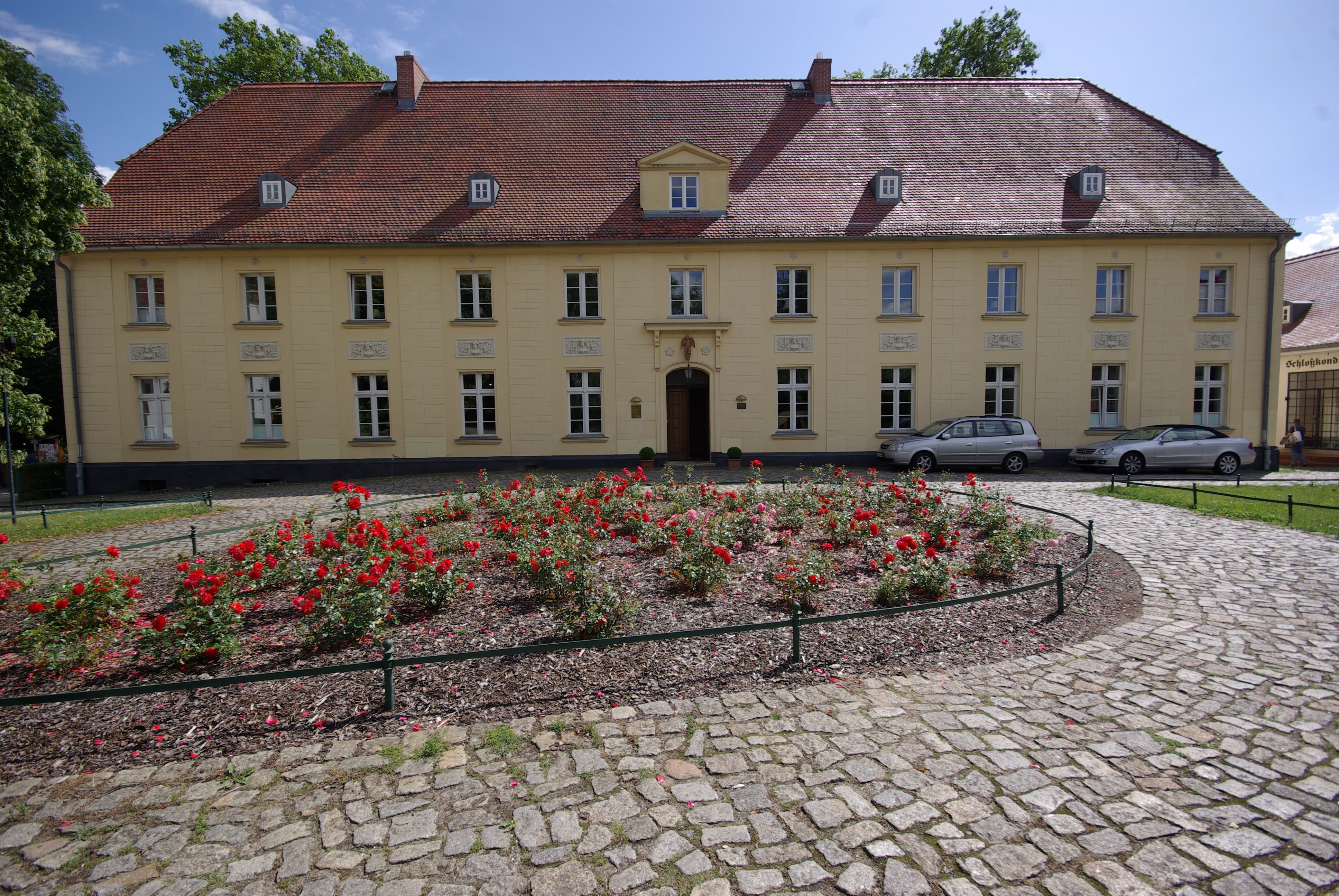
Diedersdorfs slott
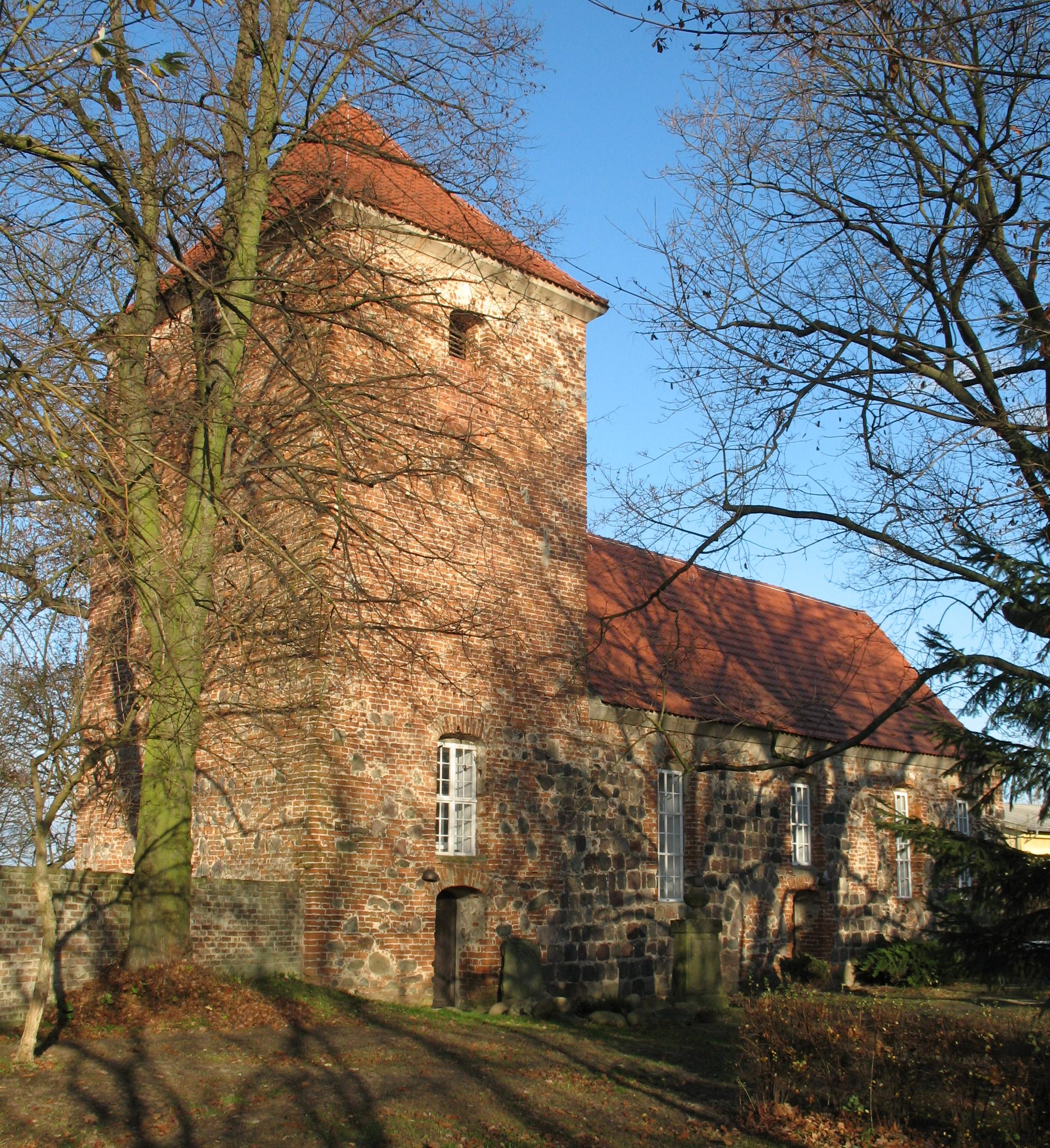
Kleinbeerens kyrka

## Näringsliv och kommunikationer
I Grossbeeren finns ett stort logistikcentrum, Güterverkehrszentrum (GVZ) Großbeeren, som sammanbinder järnvägs- och vägtrafik vid en stor containeromlastningsbangård, och Grossbeeren är ett viktigt transportcentrum i Storstadsregion Berlin/Brandenburg. Bland annat har företagen Aldi Nord, Rewe och Lidl sina regionala logistikcentra i Grossbeeren.

### Kommunikationer
Grossbeeren ligger intill motortrafikleden Bundesstrasse 101 som sammanbinder Berlins södra stadsdelar med Berlins motorvägsringled A10.
Grossbeeren har en hållplats på järnvägssträckan Berlin-Halle an der Saale som sedan sträckan renoverades 2006 åter är i drift. Stationen trafikeras av regionaltågslinjen RE 4 mellan Berlin och Rathenow samt av enstaka tåg på linjen RE 5.
Genom orten löper även ringjärnvägen Berliner Aussenring. Sedan december 2012, då stationen Genshagener Heide lades ned och ersattes av hållplatsen Struveshof i Ludwigsfelde, stannar inga persontåg på ringlinjen i Grossbeeren.

### Offentliga verksamheter
I södra Grossbeeren finns institutet för grönsaks- och prydnadsväxtodling, Institut für Gemüse- und Zierpflanzenbau Großbeeren/Erfurt e. V. (IGZ) och en avdelning av Brandenburgs delstatliga myndighet för konsumentskydd, jordbruk och markanvändning. I orten bedrivs även yrkesutbildning inom trädgårdsodling och floristik.
2013 öppnades kriminalvårdsanstalten Heidering, tillhörande förbundslandet Berlin, på ortens område, som Förbundslandet Berlins modernaste anstalt.